# El rapto de las sabinas (cuadro de Jacques-Louis David)
El rapto de las sabinas es un óleo sobre lienzo neoclásico terminado en 1799 por Jacques-Louis David. El título en español es equívoco y el título original es Las Sabinas, o La intervención de las Sabinas, ya que el cuadro no representa el rapto en sí, sino el momento en que, mucho tiempo después del rapto en sí, romanos y sabinos se enzarzaron en guerra y las sabinas, a la sazón hijas y hermanas de sabinos, pero esposas y madres de romanos, intervinieron para detener la guerra. 

## Cronología
David comenzó a pensar en este tema durante su encarcelamiento en el Palacio de Luxemburgo en 1794; según él, podría demostrar que era «un hombre de paz» y en consecuencia «acorde al espíritu de la época». El tema principal del cuadro es la intervención de un grupo de mujeres que se interponen entre los combatientes. Se interpreta que el autor busca promover la paz y la reconciliación de la población francesa luego de la Revolución.
El cuadro fue terminado en 1799. David lo consideró una de sus obras maestras y lo exhibió al público en el Louvre. Fue adquirido por el Museo del Louvre en 1819.